# 22839 Річлоуренс
22839 Річлоуренс (22839 Richlawrence) — астероїд головного поясу, відкритий 7 вересня 1999 року.
Тіссеранів параметр щодо Юпітера — 3,581.